# Província Oriental del Riu de la Plata
La Província Oriental del Riu de la Plata o Província Oriental (en castellà i oficialment, Provincia Oriental del Río de la Plata), sovint coneguda com a Província de Montevideo, va ser la denominació donada a partir de 1813, per instàncies de José Gervasio Artigas, a l'antiga Banda Oriental com a part de les Províncies Unides del Riu de la Plata. Comprenia els territoris de la Governació Militar de Montevideo i les àrees a l'est del Riu de la Plata i del riu Uruguai fins als límits amb els dominis portuguesos, que havien pertangut a la Governació Intendència de Buenos Aires i part del Govern dels Trenta Pobles de les Missions (Treinta Pueblos de las Misiones).

## Informació general
Al costat de les altres províncies de la Lliga Federal, els seus diputats van participar del Congrés d'Orient convocat per Artigas a "Concepción del Uruguay", que el 29 de juny de 1815 va proclamar 
| « | la unitat federal de tots els pobles i independència no només d'Espanya sinó de tot poder estranger... | » |

L'agost de 1816 un exèrcit del Regne Unit de Portugal, el Brasil i l'Algarve, va envair la Província Oriental en coneixement del Congrés de Tucumán. En iniciar-se la dècada de 1820, va ser derrotat definitivament Artigas a Tacuarembó pels brasilers.
El nom amb el qual els portuguesos van denominar a la Província Oriental va ser el de «Província Cisplatina», oficialitzat després de la incorporació de dret al Regne de Portugal i Brasil el juliol de 1821 (Congreso Cisplatino). La denominació de Provincia Cisplatina va ser també la que es va mantenir durant l'ocupació brasilera, entre 1824 i 1827, quan el front terrestre de l'exèrcit combinat de 8.000 homes provinents de les Províncies Unides i la Banda Oriental va ser el que va vèncer durant la batalla d'Ituzaingó a les forces brasileres el 20 de febrer de 1827, en el marc de la Guerra Cisplatina.
Tanmateix, a partir de la insurrecció desencadenada per l'arribada dels Trenta-Tres Orientals el 1825, va tornar a usar-se pels patriotes el terme Provincia Oriental del Río de la Plata, fins i tot l'any 1828, en el qual la Convenció Preliminar de Pau va separar l'Estat Oriental de les Províncies Unides del Riu de la Plata i de l'Imperi del Brasil, mitjançant intervenció europea, especialment anglesa.
Amb l'aprovació de la primera Constitució de l'estat uruguaià el juliol de 1830, la denominació va ser finalment canviada a "Estat Oriental de l'Uruguai" (actualment, "República Oriental de l'Uruguai").

Bandera de la Província Oriental de l'Uruguai entre 1825 i 1828, aprovada durant el Congrés de la Florida.